# Ouarzazate
Ouarzazate (Vrata pustinje, berberski: Warzazat, arap.: ورزازات) je grad i glavni grad provincije Ouarzazate u regiji Souss-Massa-Drâa u Maroku. Grad se nalazi na nadmorskoj visini od 1.160 metara, a na jugu grada se nalazi pustinja. Grad nastanjuju Berberi koji su zaslužni za njegovu jedinstvenu arhitekturu. Ouarzazate je bitna turistička destinacija Maroka koja privlači brojne turiste svojim jedinstvenim izgledom. Oblast oko grada je poznata lokacija za snimanje filmova, gdje se nalazi najveći marokanski studio. Neki od filmova koji su ovdje snimljeni su "Princ Perzije", "Ali baba i 40 razbojnika", "Pecanje lososa u Jemenu" i dr. 